# Норбер Генетт
Норбер Генетт (фр. Norbert Gœneutte 1854, Париж — 1894, Овер-сюр-Уаз) — французький художник імпресіоніст, графік, ілюстратор.

## Життєпис
Народився в Парижі у будинку власного батька. Родина була заможною, що сплатила навчання у ліцеї Кондорсе. Був старшим сином в родині, де було шестеро дітей. Батько помер 1871 року. Норберт переконав мати, що не бажає бути ані військовим, ані чиновником, і подався у Школу красних мистецтв у Парижі. Його керівник у школі — художник Ісідор Пілз.
По смерті Пілза він фактично покинув школу і почав життя богемного художника. Вештався паризькими кафе і ресторанами, зустрів декількох паризьких художників, серед котрих були Едуар Мане та Марселен Дебютен. Останній створив портрет-малюнок 22 — річного Норберта. Мав власну художню студію в кварталі Монмартр.
Почалися пошуки власних тем у живопису. Він пробував писати в стилі академізму чи модного оріенталізму, створив декілька портретів представників батьківської родини, знайомих та приятелів.

## Приятельство і вливи імпресіоністів
Серед його знайомих низка паризьких художників, відомих пізніше як французькі імпресіоністи — Клод Моне, Едгар Дега, Каміль Піссарро. Мав приятельські стосунки з Ренуаром і був одною з чоловічіх моделей для його картини «Бал в Мулен де ла Галетт».
Імпресіоністам не пощастило і вони важко пробивалися до офіційного визнання і слави, котрі здобули практично наприкінці життя. Норберт Генетт, що мав помітний вплив на власну художню манеру від картин і сюжетів імпресіоністів, навпаки, подолав конкурсне журі і брав участь у Паризькому салоні, практично щорічно. Дебют у Паризькому салоні відбувся ще 1876 року. Це було офіційне визнання художника суспільством і надало тому право продавати в Парижі власні твори.

## Графічне надбання
Приятельські стосунки із художиком-графіком Марсленом Дебютеном наблизили і Норберта Генетта до опанування графічних технік. Відомо, що він володів техніками офорту, суха голка, акватінта, меццо-тінто, робив малюнки, пастелі, акварелі. Після нього залишилась велика кількість графічних творів, частка як ілюстрації до паризьких журналів і книг: декілька папок з малюнками, пастелі і акварелі, двісті (200) офортів, сім літографій і низка гравюр у техніці суха голка. Був членом Товариства аквафортістів, пізніше — членом Паризького товариства художників-графіків, брав участь від товариства у виставках перш за все офортів.

## Творчі подорожі
За фінансової підтримки заможного брата створив низку творчих подорожей, відвідав Західну Францію, Бельгію, Антверпен і Роттердам, Венецію у Італії. Привіз звідти низку краєвидів міст і пейзажів. Вони почали переважати у його творчості. Норберт Генетт ставав переважно художником жінок і побутових картин з дріб'язкими, незначущими сюжетами.

## Хвороба і смерть
Він почав хворіти і дедалі більше. У нього знайшли туберкульоз з ускладненнями. 1891 року лікар Поль Гаше діагностував недостатність легенів. 1891 року Норберт Генетт перебрався до містечка Овер-сюр-Уаз, аби бути ближче до лікаря. Він помер у сорок років від ускладнень хвороб і був похований на цвинтарі міста Овер-сюр-Уаз, де свого часу був похований і художник Вінсент ван Гог.

## Вибрані твори

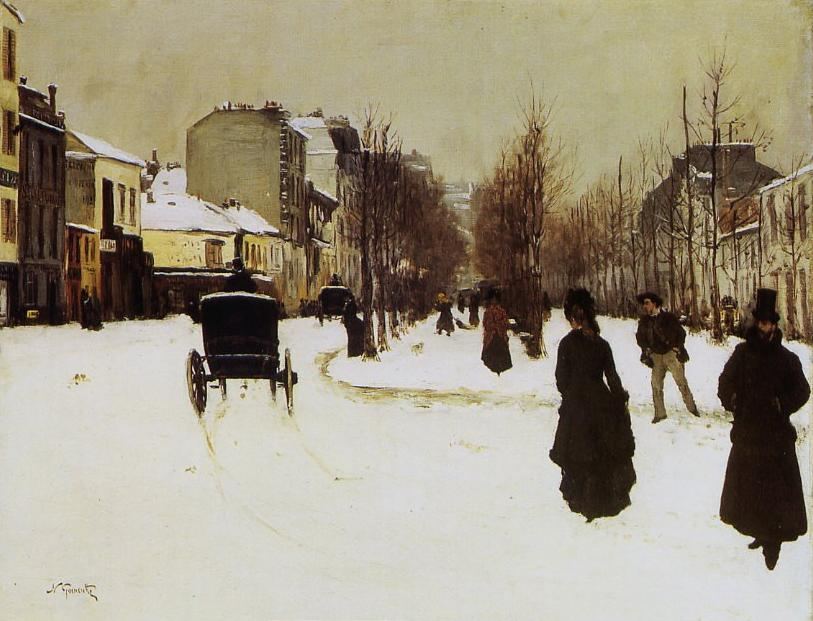
« Бульвар Кліші взимку, Париж», 1876 р.

- «Шляхетна публіка на площі Кліші, Париж», 1875 р.
- « Бульвар Кліші взимку, Париж», 1876 р.
- «Нудьгуючі дами на набережній»
- «Маленька неприємність у кафе»
- «Шляхетна пані на узбережжі», приватн. збірка
- «Салон у японському стилі»
- «Художник Федерік Самуель Корде»
- «Суп для бідноти зранку»
- «Жан Біго у дитинстві»
- «Шляхетна пані на балконі»
- «Міст Європи біля вокзалу Сент Лазар, Париж», варіанти
- «Юнаки з човником на ручаї»
- «Банька малому Жану Жерару», 1889, приватн. збірка
- «Портрет доктора Гаше», 1891 р.

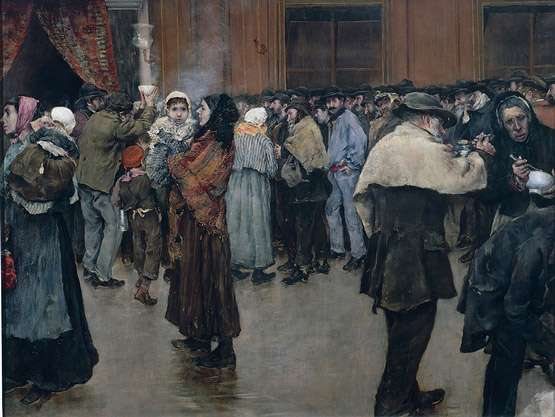
«Суп для бідноти зранку», 1880, Люксембурзький палац, Сенат Франції
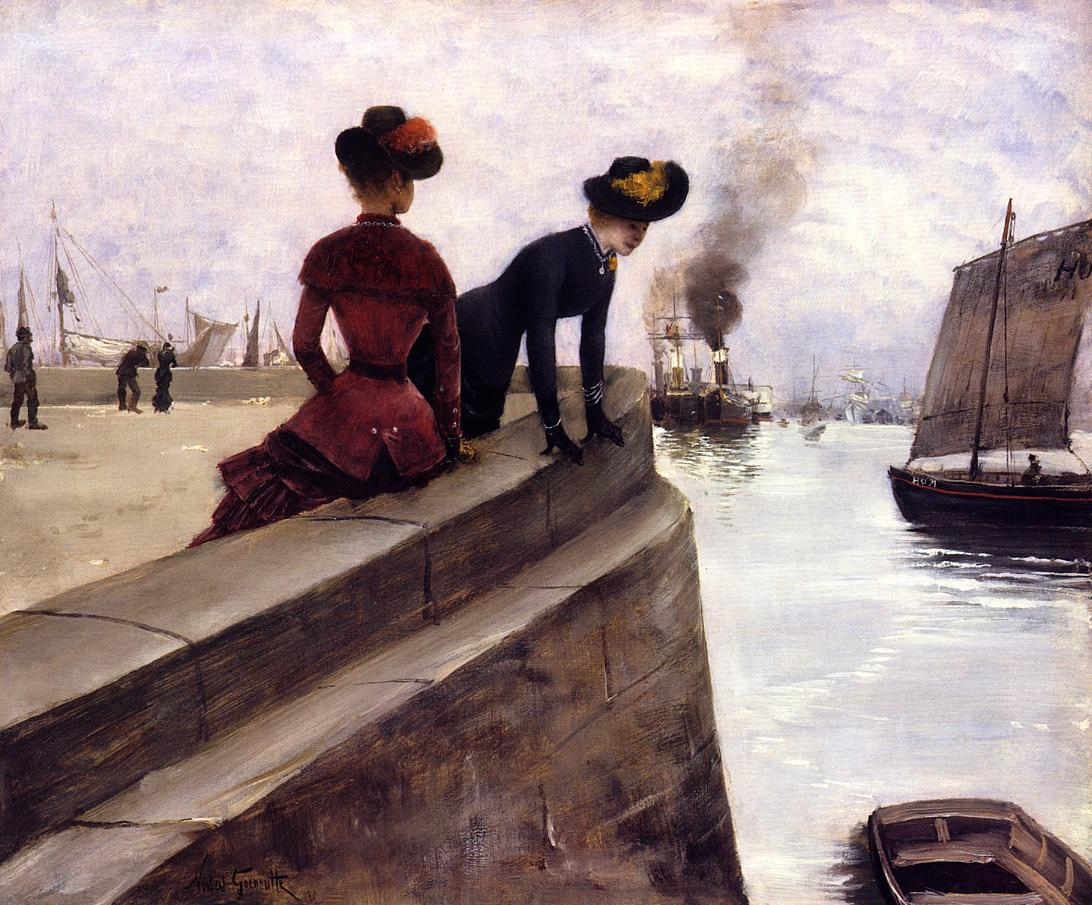
«Нудьгуючі пані на узбережжі, Гавр»,  1887, приватна збірка
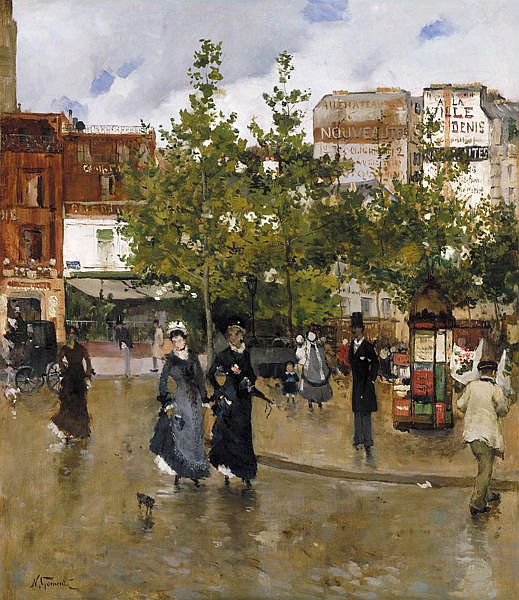
«Шляхетна публіка на площі Кліші, Париж»,  1875
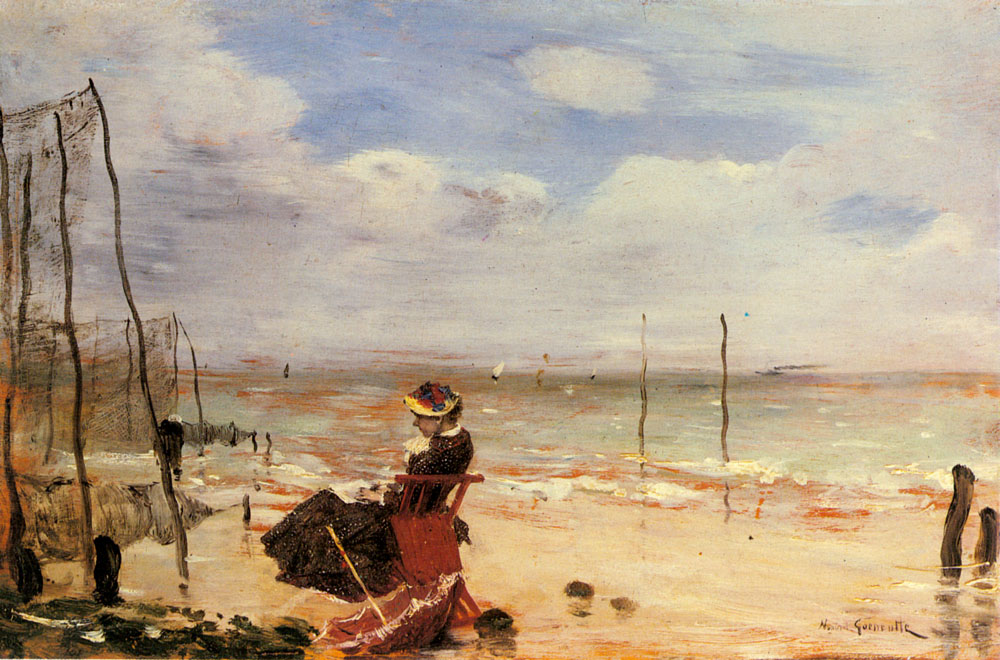
«Шляхетна пані на узбережжі», приватна збірка
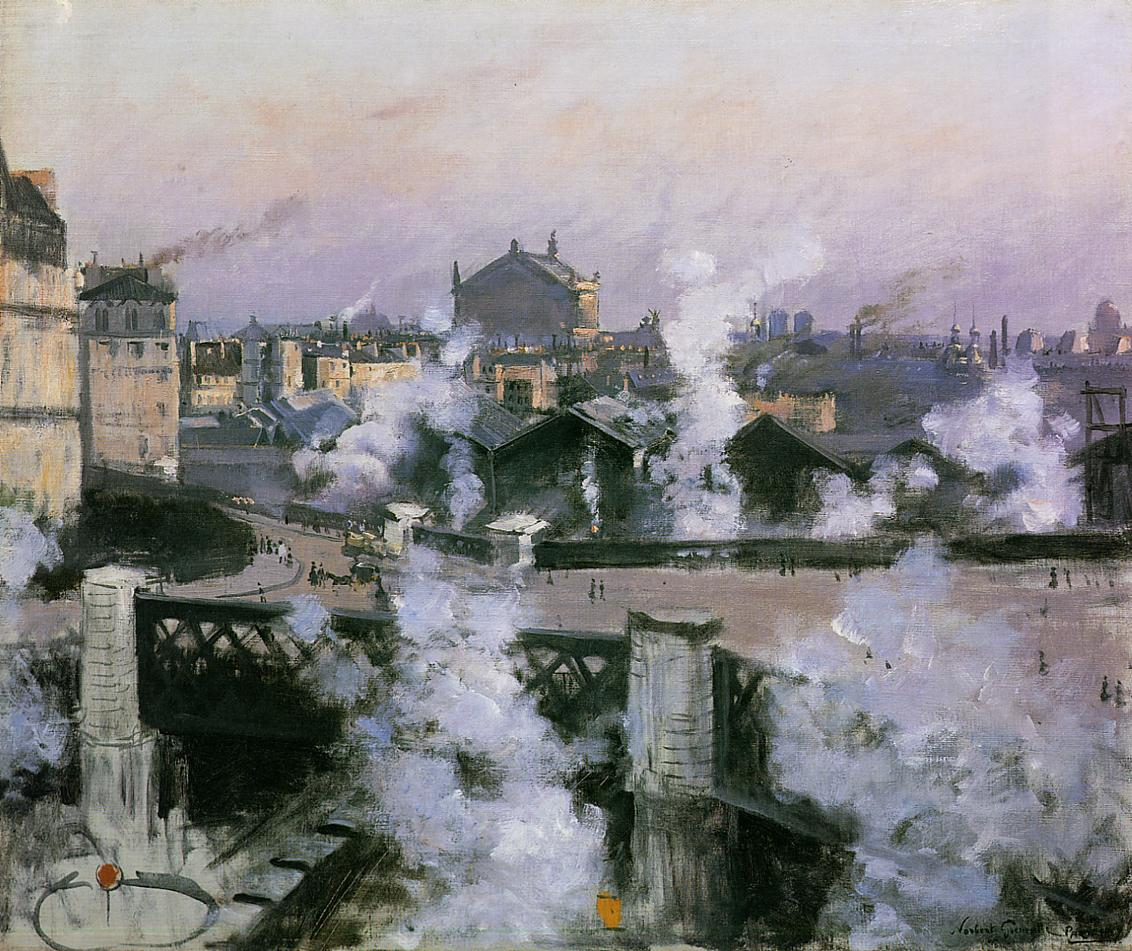
«Міст Європи біля вокзалу Сент Лазар», варіант 1888 р., Художній музей Балтимор